# Louis III. de Bourbon, duc de Montpensier

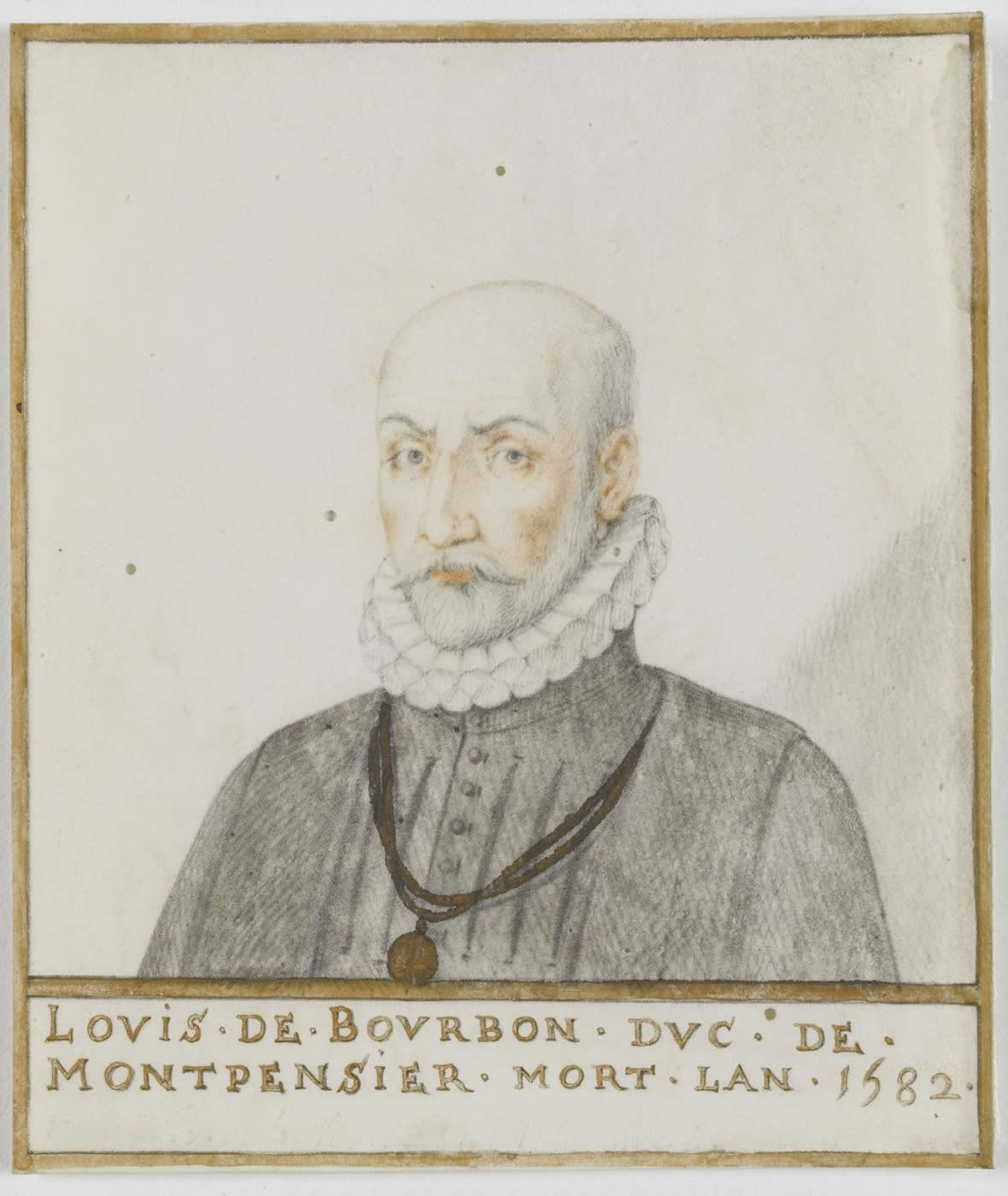
Porträt Louis III. de Bourbon

Louis III. de Bourbon-Vendôme, duc de Montpensier (* 10. Juni 1513 in Moulins (Allier); † 23. September 1582 in Champigny-sur-Veude) war ein französischer Prinz von Geblüt.
Er zählte zu den königlichen Armeechefs während der Hugenottenkriege und fiel besonders durch seine religiöse Unbeugsamkeit auf. Er starb im Alter von 69 Jahren.

## Leben
Er war der Sohn von Louis de Bourbon, Prinz de la Roche-sur-Yon, und Louise de Bourbon-Montpensier. Mütterlicherseits war er der Neffe von Charles III. de Bourbon-Montpensier, dessen Vermögen nach dessen Verrat von Franz I. eingezogen wurde.
Unter dem Befehl von Duc Anne de Montmorency verteidigte er 1536 die Provence, dann das Artois gegen Kaiser Karl V.
Er heiratete 1538 Jacqueline de Longwy, Gräfin von Bar-sur-Seine, Tochter von Jean IV. de Longwy, Baron von Pagny, und von Jeanne d’Angoulême, der illegitimen Halbschwester von Franz I. Aus Anlass der Heirat gab der König von Frankreich an ihre Mutter Gebiete zurück, die dem Großvater Gilbert de Bourbon-Montpensier, Graf von Montpensier (eine aus diesem Anlass eingerichtete Grafschaft), Grafen von Forez, Beaujeu und Dombes gehörten. 1543 erhielt er die Dauphiné der Auvergne zugesprochen.
In der Folge nahm er an den zahlreichen Kriegen gegen Karl V. teil. Er kämpfte auch 1557 in Saint-Quentin, wo sein Pferd unter ihm getötet wurde und er in Gefangenschaft geriet.
Er hat wohl von dem Einfluss seiner Ehefrau, Jacqueline de Longwy, auf die Königin Catarina de’ Medici profitiert. Im Sommer 1560 wurde Louis zum Gouverneur von Touraine, Anjou und Maine ernannt. Im August 1560 wurde er beauftragt, die „Unordnung“ durch den Aufstand der Protestanten zu beseitigen.
Jacqueline de Longwy empfand Sympathie für den Protestantismus, was ihr Ehegatte missbilligte. 1561 wurde er Witwer; im selben Jahr verstarb seine Mutter, von der er das Herzogtum Montpensier erbte. Er wurde nun zum heftigsten Gegenspieler der Hugenotten. Er ging so weit, dass er selbst seine Kinder verdammte. Er zeigte sich so grausam, dass selbst seine eigenen Heerführer ihn dafür hassten. 1563 eroberte er Angoulême und Cognac.
1569 nahm er an der Schlacht von Jarnac teil, wurde zum Gouverneur der Bretagne ernannt und heiratete (1570) Catherine de Lorraine (1552–1596), die Schwester von Henri de Guise und Charles de Mayenne. Er war aktiv an der Vorbereitung der Bartholomäusnacht beteiligt, bekämpfte die Protestanten noch 1575 im Poitou und verübte so neue Gewalttaten.

## Nachkommen
Aus seiner ersten Ehe gibt es folgende Nachkommen:
- Françoise (1539–1587), heiratete 1559 Henri-Robert de La Marck, duc de Bouillon et prince de Sedan († 1574)
- Anne (1540–1572), heiratete 1561 François II. de Nevers († 1562)
- Jeanne (1541–1620), Äbtissin von Notre-Dame de Jouarre
- François (1542–1592), duc de Montpensier
- Charlotte (1547–1582), 1565–1571 Äbtissin von Notre-Dame de Jouarre; ⚭ 1575 Wilhelm I. von Oranien-Nassau († 1584), Statthalter der Niederlande
- Louise (1548–1586), Äbtissin von Faremoutiers

## Titel
Er wurde „Duc von Montpensier“, der 15. „Prince souverain de Dombes“ und „Vicomte von Brosses“".